# Droga wojewódzka 266
Die Droga wojewódzka 266 (DW 266) ist eine 99 Kilometer lange Droga wojewódzka (Woiwodschaftsstraße) in der polnischen Woiwodschaft Kujawien-Pommern und der Woiwodschaft Großpolen, die Konin mit Ciechocinek verbindet. Die Strecke liegt im Powiat Aleksandrowski, im Powiat Radziejowski, im Powiat Koniński und der kreisfreien Stadt Konin.

## Streckenverlauf
Woiwodschaft Kujawien-Pommern, Powiat Aleksandrowski
-  Ciechocinek (A 1, DK 91)
-  Nowy Ciechocinek (DK 91)
- Odolion (Odlau)
- Aleksandrów Kujawski
-  Służewo (DW 250)
- Wólka
- Przybranowo
- Poczałkowo
- Przybranówek
- Straszewo
- Seroczki
-  Zakrzewo (DW 252)
- Kuczkowo
- Sędzinek
- Sędzin

Woiwodschaft Kujawien-Pommern, Powiat Radziejowski
- Dęby
- Dobre (Dobben)
- Bieganowo (Biegenau)
-  Radziejów (Rädichau) (DK 62)
- Świątniki
- Karczewo
-  Piotrków Kujawski (Piotrkowo) (DW 267)

Woiwodschaft Großpolen, Powiat Koniński
- Stanisławowo
- Tomisławice
- Janowice
- Wierzbinek (Wierzbinek)
- Chlebowo
- Łysek
-  Sompolno (Deutscheck, Deutscheneck) (DW 263)
- Lubstów
- Młynek
- Marianowo
- Bilczew
- Kramsk (Kramsk)
- Lichnowo
- Święte
- Patrzyków

Woiwodschaft Großpolen, Kreisfreie Stadt Konin
-  Konin (A 2, DK 25, DK 72, DK 92, DW 264)